# Scène de folie
Une scène de folie (ou scène de la folie) est une démonstration symbolique de folie dans un opéra ou une pièce de théâtre. C'était une convention populaire de l'opéra français et italien dans les premières décennies du XIXe siècle.
Les scènes de folie sont souvent créées pour pouvoir offrir au chanteur ou à la chanteuse d'opéra une occasion de montrer son habileté, mais ces scènes sont aussi très dramatiques. L'écriture vocale est souvent très difficile. La plupart des scènes de folie sont écrites pour une voix de soprano, mais il y a des exemples pour baryton et pour ténor.
Ces scènes sont principalement associées aux œuvres de la période du bel canto, mais on peut trouver des exemples dans des œuvres antérieures, comme dans Orlando de Georg Friedrich Haendel et dans Idomeneo de Wolfgang Amadeus Mozart. Presque toutes les scènes de folie se trouvent dans des opere serie ou des opere semiserie. Gaetano Donizetti est probablement l'utilisateur le plus représentatif du genre (avec notamment la scène "Il dolce suono" dans Lucia di Lammermoor).
La convention d'écrire des scènes de folie meurt largement à la fin de l'ère du bel canto, car les compositeurs souhaitaient injecter davantage de réalisme dans leurs opéras. Plus récemment, quelques compositeurs ont réutilisé cet élément pour créer un saisissant effet dramatique, comme Benjamin Britten dans l'acte final de Peter Grimes.
Des scènes de folie similaires sont aussi apparues dans les ballets, comme Giselle.
Le théâtre musical moderne a aussi été influencé par la scène de folie opératique, comme on le voit dans Sweeney Todd et Sunset Boulevard.

## Exemples notables
Georg Friedrich Haendel
- Orlando ("Ah! stigie larve... Vaghe pupille")
- Hercules ("Where shall I fly?")

Johann Adolph Hasse
- Artaserse ("Pallido il sole")

Wolfgang Amadeus Mozart
- Idomeneo ("D'Oreste, d'Ajace")

Gioachino Rossini
- Ermione ("Essa corre al trionfo")
- Semiramide ("Deh! Ti ferma")

Gaetano Donizetti
- Lucia di Lammermoor ("Il dolce suono... Ardon gl'incensi... Spargi d'amaro pianto")
- Linda di Chamounix ("Linda! Ah che pensato")
- Maria Padilla
- Torquato Tasso
- Anna Bolena ("Piangete voi... Al dolce guidami... Coppia iniqua")

Vincenzo Bellini
- I puritani ("O rendetemi... Qui la voce sua soave... Vien, diletto, e in ciel la luna")
- Il Pirata ("Col sorriso d'innocenza... Oh, Sole! ti vela di tenebra fonda")
- La Sonnambula ("Oh! se una volta sola... Ah! non credea mirarti... Ah! non giunge uman pensiero")

Ambroise Thomas
- Hamlet ("Partagez-vous mes fleurs")

Giacomo Meyerbeer
- Dinorah ("Ombre légère")

Giuseppe Verdi
- Nabucco ("Chi mi toglie")
- Macbeth ("Una macchia")
- Attila (opéra) ("Mentre gonfiarsi l'anima")

Nikolai Rimsky-Korsakov
- La Fiancée du tsar ("Ivan Sergeyich, khochesh' v sad poydem")

Modest Mussorgsky
- Boris Godounov ("Oi! Duschno, Duschno")

Richard Wagner
- Tristan und Isolde

Alban Berg
- Wozzeck ("Oh-oh Andres!")

Benjamin Britten
- Peter Grimes ("Steady. There you are, nearly home")

André Previn
- A Streetcar named Desire

John Corigliano
- The Ghosts of Versailles ("They Are Always With Me")

## Parodies
Jacques Offenbach
- Le Pont des soupirs ("Ah! le Doge, ah! Les plombs, le canal Orfano l'Adriatique, c'est fini je suis folle")

Gilbert et Sullivan
- Ruddigore ("Cheerily carols the lark").
- The Grand Duke ("I have a rival! Frenzy-thrilled, I find you both together!").

Benjamin Britten
- Le Songe d'une nuit d'été (la scène de Pyrame et Thisbé).

Leonard Bernstein
- Candide ("Glitter and be gay")